# Municipio de Iona (Dakota del Sur)
El municipio de Iona (en inglés: Iona Township) es un municipio ubicado en el condado de Lyman en el estado estadounidense de Dakota del Sur. En el año 2010 tenía una población de 81 habitantes y una densidad poblacional de 0,23 personas por km².

## Geografía
El municipio de Iona se encuentra ubicado en las coordenadas 43°35′55″N 99°26′27″O / 43.59861, -99.44083. Según la Oficina del Censo de los Estados Unidos, el municipio tiene una superficie total de 356.86 km², de la cual 331,43 km² corresponden a tierra firme y (7,13 %) 25,43 km² es agua.

## Demografía
Según el censo de 2010, había 81 personas residiendo en el municipio de Iona. La densidad de población era de 0,23 hab./km². De los 81 habitantes, el municipio de Iona estaba compuesto por el 96,3 % blancos y el 3,7 % eran de una mezcla de razas. Del total de la población el 1,23 % eran hispanos o latinos de cualquier raza.